# Victor Pürschel
Victor August Alexander Pürschel (født 28. august 1877 i København, død 13. januar 1963 sammesteds) var en dansk jurist og politiker. 
Pürschel var landsdommer ved Vestre Landsret i Viborg fra 1919 og ved Østre Landsret i København fra 1924 til 1929. Han blev derefter generalauditør, hvilket han var til 1945. I 1920 blev han valgt til Folketinget for Det Konservative Folkeparti og var 1922-1928 partiets gruppeformand. En overgang var han også næstformand for partiet. 
Han forlod i 1938 Det Konservative Folkeparti. Årsagen var utilfredshed med grundlovsforliget. Han dannede partiet Nationalt Samvirke, der var langt fra at nå over spærregrænsen ved folketingsvalget samme år. Senere er det kommet frem, at partiet blev støttet økonomisk af A.P. Møller.
Pürchsel blev derefter leder af partiet Dansk Folkeparti, der blev dannet i marts 1941 af udbrydere fra Det Konservative Folkeparti, Danmarks Retsforbund og Socialdemokratiet samt et medlem fra Danmarks Nationalsocialistiske Arbejderparti. Partiet fik anstrøg af nazisme og antisemitisme. Allerede senere samme år forlod Pürschel partiet på grund af dette anstrøg.
Pürschel blev Ridder af Dannebrogordenen 1919, Dannebrogsmand 1929, Kommandør af 2. grad 1933 og af 1. grad 1937.
Han er begravet på Sorgenfri Kirkegård.